# Bonnie Wetzel
Bonnie Wetzel (* als Jean Addleman am 15. Mai 1926 in Vancouver, Washington; † 12. Februar 1965) war eine US-amerikanische Jazz-Bassistin des Swing und des Modern Jazz. 

## Leben und Wirken
Bonnie Wetzel zählt zu den wenigen Jazzinstrumentalistinnen der 1940er und 1950er Jahre auf der US-amerikanischen Jazzszene. Sie lernte zuerst als Jugendliche das Geigenspiel und brachte sich dann selbst das Spiel auf dem Bassinstrument bei, als die Band ihrer Highschool eine Bassistin benötigte. Mit ihrer Klassenkameradin Norma Carson wurde sie Mitglied in der Frauen-Bigband von Ada Leonard; anschließend spielte sie im Trio von Gitarrist Marian Grange. 1949 heiratete sie den Trompeter Ray Wetzel; das Paar spielte dann im Tommy Dorsey Orchester. Nach dem frühzeitigen Unfalltod ihres Mannes verließ sie Dorsey und spielte mit der Schlagzeugerin Elaine Leighton im Trio der Pianistin Beryl Booker; sie tourten 1953/54 auch durch Europa, wo sie Billie Holiday begleiteten und mit Don Byas aufnahmen. Nach ihrer Rückkehr in die USA arbeitete Wetzel als freischaffende Musikerin und nahm Platten mit Herb Ellis, Charlie Shavers und Roy Eldridge auf. Wetzel litt die letzten Lebensjahre an Krebs.

## Ausgewählte Diskografie
- Beryl Booker Trio: Don Byas featuring Mary Lou Williams And Beryl Booker Trio (Vogue, 1953)
- Billie Holiday: Billie's Blues (Blue Note Records)